# 14-та бригада УГА
Чотирнадцята Станиславівська бригада УГА — військовий підрозділ Галицької армії, який постав навесні 1919 року з евакуйованих з Покуття підпільних частин УГА. Входила до складу III-го корпусу УГА.
Після вдалої Чортківської офензиви Начальна Команда УГА планувала створити IV-й та V-й корпуси УГА, в склад яких мали увійти 14 бригада УГА разом з 15-ю Теребовлянською, 16-ю Чортківською, 17-ю Бучацькою, 18-ю Тернопільською, 21-ю Збаразькою.
Забезпечувала вздовж Дністра ліве крило УГА в її червневій Чортківській офензиві; брала участь у здобутті від большевиків Жмеринки й Вінниці та у війні проти Дєнікіна.
Командант — отаман Василь Оробко, сотник Рудольф Странський. Начальник штабу — поручник Карл Аріо.